# Pseudisotoma sensibilis
Pseudisotoma sensibilis är en urinsektsart som först beskrevs av Tycho Fredrik Hugo Tullberg 1876.  Pseudisotoma sensibilis ingår i släktet Pseudisotoma, och familjen Isotomidae. Arten är reproducerande i Sverige.